# 15091 Howell
15091 Howell eller 1999 CM136 är en asteroid i huvudbältet som upptäcktes den 9 februari 1999 av Spacewatch vid Kitt Peak-observatoriet. Den är uppkallad efter Steve B. Howell.
Asteroiden har en diameter på ungefär 9 kilometer.